# Paralomonossovita
La paralomonossovita és un mineral de la classe dels silicats, que pertany al grup de la murmanita. Rep el nom en al·lusió a la seva estreta relació amb la lomonossovita. Fins al mes de setembre de 2022 s'anomenava betalomonossovita, canviant el nom a l'actual degut a les noves directrius aprovades per la CNMNC per a la nomenclatura de polimorfs i polisomes.

## Característiques
La paralomonossovita és un sorosilicat de fórmula química Na₆☐₄Ti₄(Si₂O₇)₂[PO₃(OH)][PO₂(OH)₂]O₂(OF). Cristal·litza en el sistema triclínic. És un mineral isostructural amb la lomonossovita.
Va ser descrita per primera vegada per Gerasimovskiy i Kazakova amb exemplars de dues pegmatites d'ambdues ribes del riu Tyul'bnyunuai, al massís de Lovozero, Rússia. El seu estatus, però, va estar molt discutit a causa de les nombroses dificultats per obtenir resultats vàlids sobre la seva estructura i anàlisi química. En conseqüència la betalomonossovita va ser desacreditada per l'Associació Mineralògica Internacional el 2013. Posteriorment, Sokolova et al van aconseguir refinar l'estructura. Basant-se en el seu treball, la betalomonossovita va ser aprovada novament per IMA l'any 2015, basant-se ne mostres de la muntanya Pyalkimporr, del mateix massís de Lovozero.

## Formació i jaciments
Les mostres obtingudes a la vall del riu Tyul'bnyunuai, al massís de Lovozero (óblast de Múrmansk, Rússia) es consideren el material tipus d'aquesta espècie. També ha estat descrita en altres muntanyes del mateix massís, així com al massís de Khibini (Rússia) i al complex d'Ilímaussaq, a Groenlàndia. Aquests són els únics indrets a tot el planeta on ha estat descrita aquesta espècie mineral.